# Ľudovít Hanúsek
Ľudovít Hanúsek (17. února 1925 Pezinok – 12. října 1972) byl slovenský a československý politik Strany slobody a poúnorový poslanec Národního shromáždění ČSSR a Sněmovny lidu Federálního shromáždění.

## Biografie
Ve volbách roku 1964 byl zvolen za Stranu slobody do Národního shromáždění ČSSR ve volebním obvodu č. 235 (Holíč) v Západoslovenském kraji. V Národním shromáždění zasedal až do konce volebního období parlamentu v roce 1968.
Během pražského jara roku 1968 se ve Straně slobody začínala ozývat opozice proti dosavadnímu složení vedení. 3. května 1968 otiskl list Sloboda kritiku stávajícího vedení a specificky kritizoval Františka Štefánika, stávajícího vedoucího (generálního) tajemníka. 16. května 1968 přijalo vedení strany Štefánikovu rezignaci na post vedoucího tajemníka. Vedením strany byl pak pověřen Ľudovít Hanúsek a koncem května 1968 v této nové funkci potvrzen po zasedání ústředního výboru Strany slobody. K roku 1968 se profesně uvádí jako ústřední tajemník Strany slobody z obvodu Holíč.
Po federalizaci Československa usedl roku 1969 do Sněmovny lidu Federálního shromáždění (opět za volební obvod Holíč). Ve volbách roku 1971 byl znovuzvolen, ale v následujícím roce zemřel.